# Phycis
Phycis is een geslacht van straalvinnige vissen uit de familie van Oost-Atlantische gaffelkabeljauwen (Phycidae). Het geslacht is voor het eerst wetenschappelijk beschreven in 1792 door Artedi in Walbaum.

## Soorten
- Phycis blennoides Brünnich, 1768
- Phycis chesteri Goode & Bean, 1879
- Phycis phycis Linnaeus, 1766